# Sison gussonianum
Sison gussonianum är en flockblommig växtart som beskrevs av Giovanni Battista Balbis och Dc. Sison gussonianum ingår i släktet höstpersiljor, och familjen flockblommiga växter. Inga underarter finns listade i Catalogue of Life.